# Луццана
Луццана (итал. Luzzana) — коммуна в Италии, располагается в регионе Ломбардия, в провинции Бергамо.
Население составляет 716 человек (2008 г.), плотность населения составляет 239 чел./км². Занимает площадь 3 км². Почтовый индекс — 24069. Телефонный код — 035.
Покровителем населённого пункта считается Святой Бернардин Сиенский.

## Демография
Динамика населения:

## Администрация коммуны
- Официальный сайт: http://www.comune.luzzana.bg.it/